# Beat 'Em All
Documento icona della band hardcore punk Exploited pubblicato nel 2004, Beat 'Em All ripercorre tutta la storia del gruppo, infatti il DVD contiene materiale preso da tutti gli album, specialmente gli ultimi tre, gli album dal sound più duro.
La sezione live fa parte di un concerto che il gruppo ha fatto in Polonia nel 2003 davanti a 3000 fan.
Il DVD contiene inoltre interviste a tutti i membri della band, una cosa nuova dal momento che le interviste erano sempre state fatte al solo cantante, Wattie Buchan.

## Tracce
1. Fuck the system
2. Dogs of war
3. Chaos is my life
4. UK 82
5. Fightback
6. Alternative
7. Never sell out
8. The massacre
9. Holidays in the sun
10. System fucked up
11. Porno slut
12. Troops of tomorrow
13. Massacre of innocent
14. Noys annoys
15. Fuck the USA
16. Beat the bastards
17. Let's start a war
18. Punk's not dead
19. Sex and violence

## Formazione
- Wattie Buchan - voce
- Robbie Davidson - chitarra e voce
- Irish Bob - basso e voce
- Willie Buchan - batteria